# Joel Langelott
Joel Langelott (auch: Langellott, Langelot, Langlotz; * 12. Oktober 1617 in Ohrdruf; † 8. Dezember 1680 in Schleswig) war ein deutscher Arzt, Alchemist und Autor.

## Leben
Langelott war der Sohn eines Färbers und Bürgermeisters von Ohrdruf, der starb, als Joel 14 Jahre alt war. Er besuchte Schulen in Gotha und Mühlhausen und kam 1633 auf das Pädagogium in Göttingen. Er begann sein Studium 1636 an der Universität Jena, wo er schon als 14-Jähriger 1631 immatrikuliert worden war. 1637 wechselte er an die Universität Rostock. Hier wurde Simon Pauli der Jüngere sein Lehrer, den er 1639 nach Kopenhagen begleitete, wo er seine erste Disputation De dolore dentium (über den Zahnschmerz) hielt. 1642 ging er an die Universität Leiden. Dort erreichte ihn ein Ruf nach Schleswig. Auf Empfehlung des Leibarztes Friedrich Zobel wurde er als Alchemist (Chymicus) auf Schloss Gottorf berufen, während des Torstenssonkriegs wirkte Langelott auch als Prinzenerzieher. 1647 kehrte er kurzzeitig nach Leiden zurück, wo er am 11. Juli 1647 zum Doktor der Medizin promoviert wurde. Er unternahm eine Reise nach England, Zeeland und Brabant und wurde 1647 bei seiner Rückkehr zum Leiter des chemischen Laboratoriums auf Schloss Gottorf und 1648 zum Leibarzt (Archiater) von Herzog Friedrich III. (Schleswig-Holstein-Gottorf) ernannt. In dieser Funktion diente er auch Friedrichs Sohn und Nachfolger Christian Albrecht, den er 1674 auf seiner Reise nach Schweden begleitete.

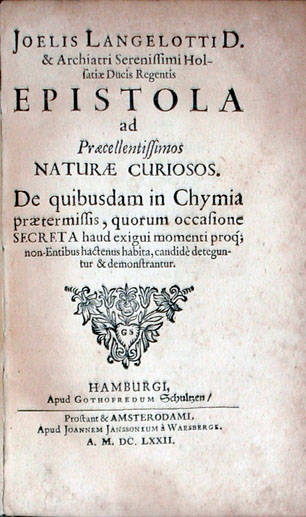
Titelblatt von Langelotts Epistola, 1672

Langelott unterhielt eine intensive Korrespondenz mit Ärzten und gelehrten Gesellschaften in Europa. Seine bekannteste Schrift, die "von etlichen in der Chymie aussgelassenen Stucken" – also von Alchemie – handelte, war ein Sendschreiben an die Academia naturae curiosorum, die spätere Leopoldina. Daniel Georg Morhof widmete ihm daraufhin 1673 die Schrift De metallorum transmutatione. In der Medizingeschichte erscheint Langelott, weil er in einem Brief an Thomas Bartholin als einer der ersten einen Chylothorax beschrieb. Auch seine Beschreibung der Hemiglossitis (halbseitige Entzündung der Zungenschleimhaut) gilt als ein wichtiges Dokument.
Am 12. November 1645 heiratete er in Schleswig die Witwe Magdalena Möller, geb. Kehns. Das Paar, das ein großes Haus mit Garten und Langelotts privatem Laboratorium am Schleswiger Stadtweg Nr. 64 bewohnte, hatte mindestens acht namentlich bekannte Kinder. Ihre gemeinsame Tochter Anna Dorothea (* 1661) heiratete 1679 den herzoglichen Bibliothekar Johann Nikolaus Pechlin, der im Jahr darauf auch Langelotts Nachfolger als Leibarzt wurde, nachdem dieser an einem epidemischen Fieber gestorben und am 26. Dezember 1680 im Schleswiger Dom beigesetzt worden war.
Der Sohn Adolf Conrad Langelott wurde ebenfalls Arzt, überlebte seinen Vater aber nur um wenige Jahre, da er 1688 beim Eisgang der Eider ertrank. Ein weiterer Sohn, Friedrich Joachim Langelott, war 1676 in der brandenburgischen Miliz Proviantmeister und trat als Autor einiger Disputationen und einer Oratio in laudem Cimbriae hervor.

## Schriften
- Epistola ad praecellentissimos naturae curiosos 1672 (Digitalisat, Dickinson College)

(deutsche Ausgabe) Sendschreiben an die hochberühmte Naturæ Curiosos: von etlichen in der Chymie aussgelassenen Stucken 1672
auch in: Friedrich Roth-Scholz: Deutsches Theatrum chemicum. Band 2, S. 383–406 (Digitalisat)